# Jacinto Palma Dias
Jacinto Palma Dias (Castro Marim, 11 de Outubro de 1945 - 11 de Setembro de 2020) foi um investigador, professor, escritor e agricultor português.

## Biografia

### Primeiros anos
Nasceu em 11 de Outubro de 1945, na vila de Castro Marim.
Segundo um relato do próprio sobre os seus tempos de estudante, primeiro frequentou a Faculdade de Letras de Lisboa e depois mudou-se para a Faculdade de Letras da Universidade de Coimbra. Durante a sua permanência em Coimbra esteve ligado a vários indivíduos e associações contra a ditatura nacional, tendo sido um dos estudantes que liderou a greve aos exames na Faculdade de Letras em 1969. O regime reprimiu violentamente o movimento estudantil, tendo vários participantes sido suspensos e outros incorporados nas forças que combatiam na guerra colonial. Jacinto Palma Dias refugiou-se no estrangeiro, primeiro em Bruxelas, onde chegou no Outono desse ano, tendo assistido às aulas de Pierre Verstraeten (fr) e Gilles Deleuze. Em 1973, concluiu a licenciatura em História na Université VIII de Paris.

Carreira profissional

Após a conclusão do curso, ficou em França, onde trabalhou como investigador.
Voltou a Portugal em 1975, na sequência da Revolução de 25 de Abril de 1974, tendo leccionado como professor de Linguística na Escola do Magistério Primário de Faro em 1975/76, e como professor da disciplina de História nas Escolas Secundárias de Vila Real de Santo António e de Tavira entre 1977 e 1984. Proponente e Sócio fundador do Café-Concerto “Lábios Nus”, no início da década de 80, espaço emblemático e vanguardista, na área das artes, em Faro.  Foi um importante investigador da história e do período contemporâneo do Algarve, tendo sido pioneiro no estudo e análise de elementos decorativos da arquitectura popular algarvia, devolvendo a importância e visibilidade às platibandas   como parte da cultura material e da identidade algarvias no seu livro “O Algarve Revisitado”, cuja edição esgotou a nivel nacional. Ficou conhecido principalmente pelos seus esforços contra a progressiva descaracterização da região , tendo sido um acérrimo defensor da cultura, do património e da natureza algarvias . Sócio fundador e membro da Direcção da Associação dos Amigos do Algarve, co-organizou, em 1990, a primeira exposição sobre a cultura algarvia em Nova York, sob o título “O Algarve invisível” no departamento de Antropologia de The City University of New York, sob curadoria de Cristiana Bastos. Foi considerado uma grande figura na cultura algarvia . Em 2007, participou num documentário sobre o poeta algarvio  João Lúcio Pousão Pereira, produzido pela Associação de Valorização do Património Cultural e Ambiental de Olhão e pela Ecoteca de Olhão, onde discorreu sobre a arquitetura do Challet de
Olhão, construído pelo poeta. Em Setembro de 2016, foi um dos autores convidados durante a inauguração da exposição de artes plásticas Peregrinação a partir dos painéis de São Vicente na Fortaleza de Sagres. Jacinto Palma Dias foi também um dos pioneiros da agricultura biológica, em Portugal e no Algarve, tendo implementado a partir da década de 80, pomares de figueiras em linha na Quinta da Fornalha, de albricoques na Fazenda (S. Bartolomeu do Sul), de abacateiros no Padre Filipe (Altura) e de Alfarrobeiras. Construiu 5 barragens (Eucaliptos, Pinheira, Lagoa Velha, Rio Seco e Aroucas), uma
das quais é actualmente muito frequentada lúdicamente pela população do concelho de Castro Marim. Ainda na década de 80, foi sócio fundador e membro da Direcção da Frusoal – Frutas do Sotavento Algarve, Lda, integrou a direcção da Cooperativa de Produtores de Leite de Vila Real de Santo António e fundou a URZE – associação de agricultores biológicos.  Nos anos 90, reformulou a exploração pecuária de vacas leiteiras para o modo de produção biológico, inaugurando em Portugal a produção e comercialização de leite biológico, na altura distribuído pelo Pingo Doce.
Proprietário de salinas tradicionais em Castro Marim, foi o primeiro produtor a enviar para a Nature & Progrès o sal para análise ( 1996), indicando assim o caminho para a Certificação de Qualidade do sal e flor de sal do Algarve. Esta acção contribuiu decisivamente para a revitalização das salinas tradicionais no Algarve, que dinamizou como Sócio fundador e Presidente da Tradisal – Associação dos Produtores de Sal Marinho Tradicional do Sotavento Algarvio (1998).  Foi responsável pela publicação de vários ensaios e livros sobre a região do Algarve. A sua primeira obra, “O Algarve Revisitado”, foi lançada em 1994, com fotografias de João Brissos, sendo dedicada principalmente ao tema das platibandas algarvias. Publica depois a obra “A metáfora da água, da terra e da luz na mitologia do Algarve arcaico” em 1999. Já no séc. XXI, publica “O Algarve em 3D”, que versa sobre a Arquitectura, Gastronomia e Biodiversidade no Algarve, tendo sido apresentado a 8 de Maio de 2015, numa cerimónia na Casa do Sal, em Castro Marim, e encontra-se igualmente publicado numa tradução Inglesa sob o título: “The Algarve - An amazing journey through Architecture, Gastronomy and
Biodiversity”. Em 2016, publica “Portugal antes de Portugal “(2016), uma obra que recupera a importância da cultura moçarabe na formação da história e cultura portuguesas. Segue-se-lhe “Estéticas e Inestéticas no Algarve contemporâneo” em 2017, “A Caravela Portuguesa” em 2019, e “Algarve Manifesto”, cuja segunda edição foi lançada em 2019. Colaborou igualmente para os periódicos Jornal do Algarve, Barlavento, e Jornal Expresso destacando-se os seus artigos de opinião sobre a corrente artística do Modernismo no Algarve.. Foi ainda letrista da banda Cool & Zeus, composta por António Cavaleiro, Michael Agostinho, Iuri Maló, Filipe Ferreira e Vítor Afonso.

### Falecimento
Faleceu em 11 de Setembro de 2020, devido a uma doença oncológica. O velório teve lugar em São João de Deus, em Lisboa, tendo o corpo sido depois cremado no cemitério do Alto de São João.